# Gondanglegi (Klego)
Gondanglegi is een bestuurslaag in het regentschap Boyolali van de provincie Midden-Java, Indonesië. Gondanglegi telt 2453 inwoners (volkstelling 2010).